# Berberys wąskolistny
Berberys wąskolistny (Berberis × stenophylla) – gatunek rośliny należący do rodziny berberysowatych. Jest mieszańcem powstałym w wyniku skrzyżowania dwóch gatunków pochodzących z Ameryki Południowej: B. darwinii i B. empetrifolia. W Polsce jest czasami uprawiany jako roślina ozdobna, znajduje się też w kolekcji niektórych ogrodów botanicznych.

## Morfologia
PokrójRozłożysty, zawsze zielony krzew o luźnym pokroju i wysokości do 3 m.
ŁodygaNieco przewieszone łukowato pędy zaopatrzone w cienkie, silnie kłujące i przeważnie trójdzielne ciernie.
LiścieZimozielone, lancetowate o długości do 3 cm, na górnej stronie ciemnozielne, na spodniej białoniebieskawe. Mają podwinięte brzegi i na nich pojedyncze kłujące ząbki.
KwiatyZłocistożółte, zebrane po 2–6 w liczne baldachogrona. Kwiaty mają średnicę do 1 cm, w porównaniu z innymi gatunkami berberysów są duże. Zbudowane są z 6 działek kielicha, 6 płatków korony, słupka i 6 pręcików.
OwoceOkrągławe, niebieskoczarne jagody.

## Zastosowanie i uprawa
ZastosowanieJest jednym z bardziej dekoracyjnych gatunków berberysów. Ładnie prezentuje się jako pojedynczy okaz na trawniku, dobrze nadaje się na cierniste żywopłoty, gdyż rośnie silnie i dobrze znosi cięcie.
WymaganiaNie jest w pełni odporny na mróz. Wymaga miejsca osłoniętego od wiatru, stanowiska słonecznego lub nieco tylko zacienionego. Najbardziej odpowiednie są żyzne i przepuszczalne gleby.

## Zmienność
Wybrane kultywary: 'Corallina Compacta' (krzewinka), 'Crawley Gem', 'Pink Pearl'.